# Visconde de Garcês
Visconde de Garcês é um título nobiliárquico criado por D. Luís I de Portugal, por Decreto de 23 de Janeiro de 1874, em favor de José Garcês Pinto de Madureira, 2.º Barão da Várzea do Douro.
Titulares
1. José Garcês Pinto de Madureira, 1.º Visconde de Garcês, 2.º Barão da Várzea do Douro.